# Sân bay quốc tế Tripoli
Sân bay quốc tế Tripoli (IATA: MẸO, ICAO: HLLT) (tiếng Ả Rập: مطار طرابلس العالمي) là một sân bay phục vụ Tripoli, Libya. Sân bay này được điều hành bởi Cục Hàng không Dân dụng và Cục Khí tượng của Libya và là sân bay lớn nhất của quốc gia này. Nằm ở thị xã Ben Ghashir, 34 km về phía nam của trung tâm thành phố, sân bay quốc tế Tripoli là một trung tâm của hãng hàng không Libya Airlines. Sân bay này cũng là một trung tâm của Afriqiyah Airways và Buraq Air.
Năng lực thiết bị đầu cuối là 3 triệu lượt hành khách / năm. Sân bay này đã phục vụ 2,1 triệu lượt hành khách trong năm 2007, và hơn 3 triệu lượt khách trong năm 2008. Hai nhà ga mới sẽ được xây dựng vào năm 2011 và sẽ mang lại cho tổng công suất của sân bay đến 20.000.000 lượt mỗi năm .
Hãng hàng không Libya Airlines hoạt động nhiều nhất ở đây vơớ 98 chuyến bay mỗi tuần, thứ nhì là hãng Afriqiyah Airways (83 chuyến bay), Buraq Air (42 chuyến bay) và Qatar Airways (10 chuyến bay) [2]. Từ sân bay này đến và đi từ trung tâm thành phố Tripoli thường sử dụng taxi.